# Пам'ятник Мадам Стороженко
Пам'ятник Мадам Стороженко — бронзова скульптура, зведена на ринку «Привоз» в Одесі. Присвячена персонажу повісті Валентина Катаєва «Біліє парус одинокий». Також відома як Пам'ятник тьоті Соні — сукупного образу одеситки.

## Пам'ятник
Скульптура заввишки 2,5 м нині стоїть між холодильними камерами торговельного залу. Місцевий скульптор Ігор Івченко в цьому образі втілив риси типової одеситки — дружини моряка. Тьотя Соня — повна жінка середнього віку у великому капелюсі, із широкою кишенею на фартуху. Про ноги бронзової Соні в очікуванні риби треться товста кішка. До речі, це не кішка, а кіт, так як моделлю для скульптора став сусідський вихованець Тимофій. Його ім'я написано на внутрішній частині ноги бронзової фігури. Люди фотографуються біля пам'ятника та кидають у кишеню копійки.